# エスカロップ
エスカロップは、ケチャップライスまたはバターライスにポークカツを乗せてドミグラスソースを掛けた料理。北海道根室市のご当地料理で、略してエスカとも呼ばれる。

## 概要
バターライスの上にポークカツを載せてドミグラスソースをかけたもので、平皿に盛られフォークを用いて食べる。通常は皿の端に生野菜が添えられる。ケチャップライスを用いる赤エスカと、バターライスを用いる白エスカがあり、2009年現在は白エスカが主流。白エスカのバターライスにはみじん切りの筍が入っている。
元々は地元の漁師たちのために手早く満腹感を満たすことができるメニューとして考案されたという。「エスカロップ」の語源は諸説があり、一般的にはフランス語で肉の薄切りを意味する「エスカロープ (escalope)」とされる。語源の意味の通りエスカロップのポークカツには、ドイツなどのシュニッツェルに類似して、比較的薄切りの豚肉が用いられる。

## 歴史
1963年（昭和38年）頃、根室市の洋食店「モンブラン」のシェフが考案し、短期間のうちに根室市内で普及した。
当初は仔牛肉のソテーあるいはカツレツをナポリタンスパゲッティの上に載せたものだったと言われている。やがてポークカツを用いるようになり、スパゲッティはケチャップライスに代わった。これが「赤エスカロップ」の原型である。その後、赤エスカを基に白エスカが出現した。ライスには当初マッシュルームが混ぜ込まれていたが、当時の流通の関係により筍に変更された。

## 普及
根室市での知名度・普及度は非常に高く、同市の「郷土料理」として紹介される場合もある。市内では食事メニューとして供する喫茶店が多い。また、コンビニエンスストアでも「エスカ弁当」が売られている。夕食メニューにエスカロップを出す宿泊施設もある。
しかし、根室市および根室振興局管内の地域以外ではほとんど見られない。北海道内でも、2005年にセブン-イレブンが期間限定商品としてエスカロップを販売したが、それほど売り上げは伸びなかった。

## 類似の料理
福井県に複数の店舗がある洋食店「ヨーロッパ軒」においても1960年代からスカロップという同様のメニューが存在する。これもフランス語の escalope から名付けられたものとみられる。なお、根室のエスカロップとの関係は不明である。
また類似した料理として、西日本広域に存在するカツライス、兵庫県加古川市のかつめし、岡山市のドミグラスソースかつ丼、新潟県長岡市や福岡県大牟田市などにみられる洋風カツ丼などが挙げられる。ただし、いずれもベースとなるライスは白飯である。ピラフを用いるという点で最も近いのは長崎市のトルコライスである。

## 派生メニュー
- サンマ・エスカロップねむろさんま祭りで登場した、ホテルクラビー札幌の貫田料理長考案のメニュー。トンカツの代わりにサンマで作られたカツを使用し、トマトソースを掛け、ピクルスを添えた一皿。後に地元のコンビニエンスストアでも売り出されたが定着しなかった。

また根室にはエスカロップ以外にも、独特の洋風皿盛り料理が多数存在する。
- スタミナライス
ライスの上にトンカツを載せ、野菜炒めをかけた後、目玉焼きまたは生卵を載せる

- オリエンタルライス
カレーピラフの上に牛サガリの焼肉を乗せ、ステーキソースをかける

- パンチライス
白飯またはバターライスにナポリタン、豚肉のソテーあるいは生姜焼き、目玉焼き、生野菜などを盛り合わせる

- ビドックライス
ケチャップライスにミートボールと生野菜を盛り合わせる

- フロレンテン
スパゲッティにハヤシライスのソースとホワイトソースをかけオーブンで焼き上げ、目玉焼きと温野菜を載せる